# Montigny-Gletscher
Der Montigny-Gletscher ist ein steiler Gletscher in den Bowers Mountains des ostantarktischen Viktorialands. Er fließt in östlicher Richtung zum Irwin-Gletscher, mit dem er kurz vor der Einmündung in den Graveson-Gletscher verschmilzt. 
Kartografisch erfasst wurde er durch Vermessungsarbeiten des United States Geological Survey und mithilfe von Luftaufnahmen der United States Navy zwischen 1960 und 1964. Das Advisory Committee on Antarctic Names benannte den Gletscher 1970 nach dem Glaziologen Raymond J. Montigny, der zwischen 1966 und 1967 an Feldforschungen auf dem Meserve-Gletscher mitgewirkt hatte.